# Teorema di Vitale
In matematica, il teorema di Vitale o disuguaglianza di Brunn-Minkowski casuale è un teorema dovuto a Richard Vitale che generalizza la disuguaglianza di Brunn-Minkowski classica, che vale per i sottoinsiemi compatti di uno spazio euclideo n-dimensionale Rn, a insiemi compatti casuali.

## Enunciato della disuguaglianza
Sia X un insieme compatto casuale in Rn, ossia supponiamo di avere una funzione misurabile di Borel da uno spazio di probabilità (Ω, Σ, Pr) allo spazio dei sottoinsiemi compatti non vuoti di Rn fornito di metrica di Hausdorff. Un vettore casuale V : Ω → Rn è detto una selezione di X se Pr(V ∈ X) = 1. Se K è un sottoinsieme compatto non vuoto di Rn, sia
{\displaystyle \|K\|=\max \left\{\left.\|v\|_{\mathbb {R} ^{n}}\right|v\in K\right\}}
e definiamo l'aspettazione E[X] di X come
{\displaystyle \mathrm {E} [X]=\{\mathrm {E} [V]|V{\mbox{ è una selezione di }}X{\mbox{ e }}\mathrm {E} \|V\|<+\infty \}.}
Notiamo che E[X] è un sottoinsieme di Rn. In questa notazione, il teorema di Vitale, o disuguaglianza di Brunn-Minkowski casuale, afferma che, per ogni insieme compatto casuale X con E[X] < +∞,
{\displaystyle \left(\mathrm {vol} \left(\mathrm {E} [X]\right)\right)^{1/n}\geq \mathrm {E} \left[\mathrm {vol} (X)^{1/n}\right],}
dove vol denota la misura di Lebesgue n-dimensionale.

## Relazione con la disuguaglianza di Brunn-Minkowski
Se X assume i valori (insiemi compatti non vuoti) K and L con probabilità 1 − λ e λ rispettivamente, allora il teorema di Vitale, o disuguaglianza di Brunn-Minkowski casuale, è semplicemente l'originale teorema di Brunn-Minkowski, o disuguaglianza di Brunn-Minkowski, per gli insiemi compatti.